# 季洛克 (穆卡切沃區)
48°26′40″N 22°51′59″E / 48.44444°N 22.86639°E
季洛克（烏克蘭語：Ділок），是烏克蘭的村落，位於該國西部外喀爾巴阡州，由穆卡切沃區負責管轄，面積0.56平方公里，海拔高度393米，2001年人口332，人口密度每平方公里588.65人。